# Stefan Zieliński (generał)
Stefan Zieliński (ur. 25 sierpnia 1924 w Warszawie, zm. 4 sierpnia 1983 tamże) – generał brygady Wojska Polskiego.

## Życiorys
Przed wojną i w pierwszym okresie okupacji uczył się w gimnazjum mechanicznym, a od stycznia 1943 pracował w parowozowni na dworcu w Warszawie jako ślusarz i pomocnik rewidenta.
W lutym 1945 wstąpił do WP, ukończył Oficerską Szkołę Piechoty nr 2 w Lublinie. Dowódca plutonu strzeleckiego szkoły podoficerskiej 18 Kołobrzeskiego Pułku Piechoty w Wadowicach. W 1946 walczył w Bieszczadach przeciwko UPA, a do 1948 walczył z polskim podziemiem w województwie krakowskim. 

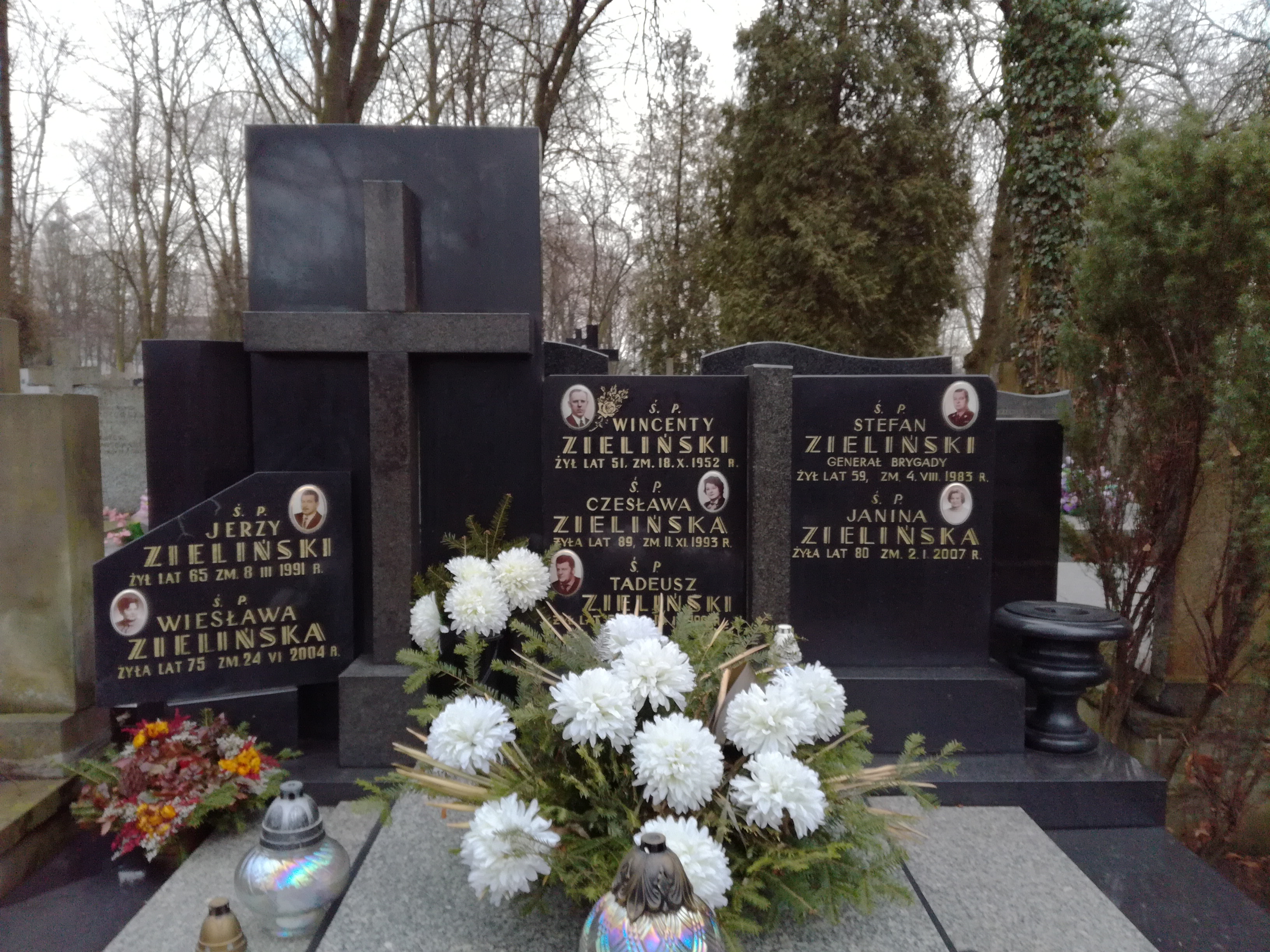
Grób gen. Stefana Zielińskiego na cmentarzu Bródnowskim

Od marca 1949 zastępca dowódcy szkolnej kompanii oficerów rezerwy ds. wyszkolenia w Krakowie. We wrześniu 1950 ukończył kurs oficerów sztabu w Rembertowie, następnie pracował w Głównym Inspektoracie Wyszkolenia Bojowego jako pomocnik szefów wydziałów, później szef wydziałów i oddziałów. W latach 1955–1958 był słuchaczem w Akademii Sztabu Generalnego w Rembertowie. 1960-1961 zastępca dowódcy 2 Berlińskiego Pułku Zmechanizowanego do spraw liniowych w Skierniewicach. W styczniu 1961 został szefem Zarządu II Głównego Inspektoratu Wyszkolenia Bojowego, a następnie szefem Zarządu Szkolnictwa Wojskowego Inspektoratu Szkolenia MON. Od 9 września 1974 do 28 maja 1976 był komendantem Wyższej Szkoły Oficerskiej Wojsk Zmechanizowanych im. T. Kościuszki we Wrocławiu, po czym powrócił na zajmowane uprzednio stanowisko szefa zarządu. W październiku 1974 mianowany generałem brygady; nominację wręczył mu w Belwederze przewodniczący Rady Państwa PRL prof. Henryk Jabłoński w obecności I sekretarza Komitetu Centralnego PZPR Edwarda Gierka. 1978-1979 szef Oddziału IX i p.o. zastępcy dowódcy Warszawskiego Okręgu Wojskowego ds. liniowych.
W czerwcu 1983 został zwolniony z zawodowej służby wojskowej, jednak zmarł przed oficjalnym pożegnaniem go przez ministra obrony i przeniesieniem w stan spoczynku. Pożegnany przez delegację WP z gen. bryg. Stanisławem Kruczkiem i gen. bryg. Jerzym Jaroszem 9 sierpnia 1983 roku na Cmentarzu Wojskowym na Powązkach, a następnie pochowany na cmentarzu Bródnowskim w Warszawie (kwatera 6F-6-30).

## Awanse
W trakcie wieloletniej służby w ludowym Wojsku Polskim otrzymywał awanse na kolejne stopnie wojskowe:
- podporucznik - 1945
- porucznik - 1946
- kapitan - 1949
- major - 1952
- podpułkownik - 1956
- pułkownik - 1961
- generał brygady - 1974

## Życie prywatne
Syn Wincentego i Czesławy z domu Zygmunt. Mieszkał w Warszawie. Od 1948 był żonaty z Janiną Teresą z domu Gzela (1927-2007). Małżeństwo miało syna.

## Ordery i odznaczenia
- Krzyż Komandorski Orderu Odrodzenia Polski (1973)
- Krzyż Kawalerski Orderu Odrodzenia Polski (1968)
- Złoty Krzyż Zasługi (1946)[4]
- Srebrny Krzyż Zasługi (1958)
- Srebrny Medal „Zasłużonym na Polu Chwały” (1946)
- Medal „Za udział w walkach o Berlin” (1970)
- Medal 10-lecia Polski Ludowej
- Medal 30-lecia Polski Ludowej
- Złoty Medal „Siły Zbrojne w Służbie Ojczyzny” (1968)
- Złoty Medal „Za zasługi dla obronności kraju” (1976)
- Medal „Za zwycięstwo nad Niemcami w Wielkiej Wojnie Ojczyźnianej 1941–1945” (ZSRR) (1947)